# فرانکی گرانده
فرانک جیمز مایکل گرانده مارشیونی (انگلیسی: Frank James Michael Grande Marchione؛ زادهٔ ۲۴ ژانویهٔ ۱۹۸۳) رقصنده، بازیگر، خواننده، تهیه‌کننده و مجری تلویزیون-یوتیوب اهل ایالات متحده آمریکا است. او برادر ناتنی و بزرگ‌تر خواننده و بازیگر زن آریانا گرانده است.